# Asparagus arborescens
Asparagus arborescens är en sparrisväxtart som beskrevs av Carl Ludwig von Willdenow, Schult. och Julius Hermann Schultes. Asparagus arborescens ingår i släktet sparrisar, och familjen sparrisväxter. IUCN kategoriserar arten globalt som sårbar.
Artens utbredningsområde är Kanarieöarna. Inga underarter finns listade i Catalogue of Life.